# نويفو لاريدو
نويفو لاريدو (النطق الاسباني: [ˈnweβo laˈɾeðo]) هي مدينة في بلدية نويفو لاريدو في ولاية تاماوليباس المكسيكية. تقع المدينة على ضفاف نهر ريو غراندي، على الجانب الآخر من لاريدو، الولايات المتحدة. بلغ عدد سكان المدينة عام 2010 373,725 نسمة. نويفو لاريدو هي جزء من منطقة لاريدو-نويفو لاريدو الحضرية التي يبلغ عدد سكانها 636.516 نسمة. تبلغ مساحة البلدية 1334.02 كيلومتر مربع (515.07 ميل مربع). تعتبر نويفو لاريدو "العاصمة الجمركية لأمريكا اللاتينية" بسبب حجمها الكبير من عمليات التجارة الدولية في المنطقة، والرقم 1 من حيث الأهمية بالنسبة لحركة التجارة الداخلية في الولايات المتحدة. تحتل كل من المدينة والبلدية المرتبة الثالثة من حيث الحجم في الولاية.

## تاريخ

### فترة ما قبل الإسبان
قبل تأسيس نويفو لاريدو، كانت المنطقة مأهولة بقبائل بدوية أصلية مختلفة. كانت أبرز مجموعة من السكان الأصليين الذين عاشوا في منطقة نويفو لاريدو هي قبيلة كواويلتيكاس. كان كواويلتيكاسمن الصيادين وجامعي الثمار الذين صنعوا العديد من المصنوعات الحجرية والجلدية من أجل البقاء على قيد الحياة في البيئة القاسية.
وفي وقت لاحق، شهدت المنطقة تدفق القبائل البدوية الأخرى، مثل أباتشي وكومانش. أدت الأعداد المتزايدة من الأباتشي إلى قيام السلطات الإسبانية بإنشاء حاميات عسكرية وبلدات لتكون بمثابة منطقة عازلة ضد القبائل الأصلية الشمالية. كانت لاريدو (الآن في تكساس) واحدة من تلك المدن التي أسسها الإسبان، والتي نشأت منها نويفو لاريدو إلى الوجود.

### الفترة الاستعمارية
كانت نويفو لاريدو جزءًا من أراضي مستوطنة لاريدو الأصلية (الآن في تكساس) والتي أسسها الإسباني دون توماس سانشيز عام 1755 في الجزء الشمالي من ريو غراندي. مُنحت أراضي المستوطنة إلى خوسيه دي إسكاندون من قبل ملك إسبانيا، وظلت أراضي المستوطنة وسكانها موحدين لمدة تسعين عامًا، حتى حرب 1846-1848، الحرب المكسيكية الأمريكية.

### فترة مستقلة
في أوائل عام 1848، قسمت معاهدة غوادالوبي هيدالغو الأراضي المرتبطة لاريدو بين الولايات المتحدة (تكساس) والمكسيك (تاماوليباس). تأسست نويفو لاريدو في 15 يونيو 1848 على يد سبعة عشر عائلة لاريدو كانت ترغب في البقاء مكسيكية وبالتالي انتقلت إلى الجانب المكسيكي من ريو غراندي. لقد تعرفوا على المكسيك وتاريخها وعاداتها الثقافية، وقرروا الاحتفاظ بجنسيتهم المكسيكية. حتى أن مؤسسي نويفو لاريدو أخذوا معهم عظام أسلافهم حتى يستمروا في الراحة في الأراضي المكسيكية.
في 25 أغسطس 1855، تم إنشاء مركز الجمارك رسميًا في نويفو لاريدو بأمر من سانتياغو فيدوري، حاكم نويفو ليون وكواويلا، والقائد العسكري لولاية تاماوليباس. كان هذا لتحصيل ضرائب الاستيراد على الحدود الجديدة مع الولايات المتحدة.
في عام 1858 تم إنشاء منطقة معفاة من الرسوم الجمركية على طول الحدود مع الولايات المتحدة. وقعت نويفو لاريدو ضمن منطقة الإعفاء الضريبي هذه حتى تتمكن من المنافسة مع الأسواق الأمريكية. تم التصديق على إنشاء هذه المنطقة الاقتصادية الحدودية بعد ثلاث سنوات من قبل الرئيس بينيتو خواريز.
خلال المرحلة المبكرة من التجارة الدولية التي عبرت حدود نويفو لاريدو-لاريدو، كان النشاط بشكل عام منخفضًا ولكنه مرتفع في استيراد وتصدير الماشية والذهب والفضة والجلود.
في عام 1881، أنشأ الرئيس بورفيريو دياز البنية التحتية للسكك الحديدية التي تربط نويفو لاريدو بوسط المكسيك وسان أنطونيو بولاية تكساس. أدى هذا إلى ظهور الحاجة إلى بناء مبنى جمركي أكثر رسمية ومجهز لهذا الواقع الجديد في عام 1887. أدى الازدهار الاقتصادي الجديد إلى جعل نويفو لاريدو ثالث أهم معبر تجاري دولي في المكسيك، لذلك في عام 1891 رفع كونغرس ولاية تاماوليباس رسميًا وضع نويفو لاريدو إلى المدينة.

### الفترة الحديثة
أدى النقص في الغاز الطبيعي إلى انقطاع التيار الكهربائي في تكساس وعلى طول الحدود خلال العاصفة الشتوية في أمريكا الشمالية في الفترة من 13 إلى 17 فبراير 2021. وتُرك الملايين على جانبي الحدود بدون غاز أو كهرباء أو تدفئة أو مياه جارية. واضطرت المصانع والمطاعم إلى الإغلاق، وفقد الناس وظائفهم. ودعا العمدة إنريكي ريفاس كويلار السكان إلى عدم الذعر.
اعتبارًا من 19 فبراير 2021، أبلغت نويفو لاريدو عن 4714 حالة إصابة بكوفيد-19.

### العنف المرتبط بالمخدرات
باعتبارها مدينة حدودية، تشتهر نويفو لاريدو بحرب النفوذ التي تتنافس فيها عصابات المخدرات للسيطرة على تجارة المخدرات في الولايات المتحدة. تعد نويفو لاريدو ممرًا مربحًا للمخدرات. ويمر في المنطقة عدد كبير من الشاحنات. هناك العديد من منافذ الدخول القابلة للاستغلال.

#### لوس تكساس
خلال الثمانينيات والتسعينيات، كان مقر العصابة الإجرامية المعروفة باسم لوس تكساس يقع في نويفو لاريدو وكانت تعمل في جميع أنحاء ولايتي كواويلا وتاماوليباس المكسيكيتين بالإضافة إلى ولاية تكساس الأمريكية. وكان زعيمهم أرتورو مارتينيز هيريرا "إل تكساس".
بدأ نشاطهم الإجرامي كذئاب القيوط، حيث أرسلوا مهاجرين غير شرعيين إلى الولايات المتحدة. ثم استخدموا المهاجرين غير الشرعيين لعبور الحدود بالمخدرات. وقد أدت قبضتهم على نويفو لاريدو ضد الجماعات الإجرامية الأخرى إلى حدوث أعمال عنف مميتة.
تم القبض على "إل تكساس"، وسيطر غييرمو مارتينيز هيريرا "إل بورادو" على لوس تكساس. عندما تم القبض على "إل بورادو"، أصبح دانييل مارتينيز هيريرا "إل نيغرو" هو القائد، على الرغم من أن القوة الحقيقية ظلت في أيدي "إل بورادو" الذي كان يعمل من زنزانته الفاخرة في سجن لا لوما في نويفو لاريدو.

#### لوس زيتاس
لوس زيتاس، الجناح المسلح لكارتل الخليج، ومقره في نويفو لاريدو، صعد العنف إلى عنف غير مسبوق في صيف عام 2003 من خلال أعمال عنف مروعة وتكتيكات شبيهة بالعسكرية ضد كارتل سينالوا. كما قام لوس زيتاس ببث الرعب ضد الصحفيين والمدنيين في نويفو لاريدو. شكل هذا سابقة جديدة قامت الكارتلات بتقليدها لاحقًا.
انفصلت لوس زيتاس وجولف كارتل في أوائل عام 2010 وتقاتلت من أجل السيطرة على طرق التهريب إلى الولايات المتحدة.[20] اعتبارًا من عام 2012، كان يُعتقد أن لوس زيتاس هي أكبر منظمة إجرامية في المكسيك. شهد عام 2012 سلسلة غير مسبوقة من هجمات القتل الجماعي في المدينة بين كارتل سينالوا وجولف كارتل من جهة ولوس زيتاس من جهة أخرى.
شهد لوس زيتاس توسعًا سريعًا في أنشطته الإجرامية. مقرها في نويفو لاريدو، توسعت إلى 17 ولاية مكسيكية. لقد تسببوا في العديد من المذابح البارزة في العديد من هذه الولايات. ساهم استنزاف الموارد بالإضافة إلى القبض على قادتهم الرئيسيين وقتلهم في تراجع لوس زيتاس. توقفت المنظمة الإجرامية عن الوجود تحت هذا الاسم وهذا الهيكل، وفي مكانها ولدت كارتل ديل نوريستي (كارتل الشمال الشرقي) أو CDN.

#### كارتل ديل نوريستي
اكتسب كارتل ديل نوريستي، المعروف محليًا بالأحرف الأولى من اسمه CDN، قوته من جذوره التاريخية العميقة في نويفو لاريدو. تمكنت CDN من إبعاد الكارتلات المنافسة لها، Zetas Vieja Escuela وGulf Cartel، والسيطرة على نويفو لاريدو. سيطرت CDN أيضًا على Nuevo Laredo لأن كبار قادتها هم من السكان المحليين وأفراد من عائلة Treviño. أولاً، تولى خوان فرانسيسكو تريفينيو شافيز، المعروف باسم "إلكيكو"، قيادة كارتل CDN. وبعد إلقاء القبض عليه في عام 2016، تولى خوان جيراردو تريفينيو شافيز، المعروف باسم "El Huevo"، السيطرة على CDN.
في مارس 2022، اعتقل الجيش المكسيكي "إل هويفو"، مما أدى إلى اندلاع أعمال عنف شديدة تميزت بمعركة بالأسلحة النارية استمرت لساعات، ومركبات محترقة، وإطلاق نار على قنصلية الولايات المتحدة في نويفو لاريدو.
في 29 نوفمبر 2023، تم القبض على زعيم CDN سيزار سيلفا ديلجادو "التارتاس" من قبل الجيش المكسيكي والحرس الوطني المكسيكي في نويفو لاريدو. أثناء اعتقاله، ضبطت السلطات بندقية كلاشنكوف مطلية بالذهب ومسدسًا وذخيرة ومخازن للأسلحة النارية من العيار الثقيل. كما صادرت السلطات 2500 قرص فنتانيل.

## رياضات

### البيسبول

#### تيكولوتس دي لوس دوس لاريدوس
تيكولوتس دي لوس دوس لاريدوس هو فريق في دوري البيسبول المكسيكي الذي قسم مبارياته بين نويفو لاريدو ولاريدو، تكساس. فاز فريق تيكولوتس بالدوري المكسيكي أعوام 1953، 1954، 1958، 1977 و1989، وحصل على المركز الثاني أعوام 1945، 1955، 1959، 1985، 1987، 1992، 1993.
يتم لعب مبارياتهم في نويفو لاريدو في باركي لا جونتا، الذي افتتح في عام 1947 ويتسع لـ 6000 شخص. غادر الفريق الحديقة في عام 2003 إلى ملعب نويفو لاريدو، الواقع على الجانب الغربي من المدينة، وهي الخطوة التي تعرضت لانتقادات. في عام 2019، تم تجديد Parque la Junta لاستضافة فريق Tecolotes مرة أخرى.

#### الدوري الشرقي
Liga Oriente هو فريق بيسبول محلي للأطفال شارك في Little League World Series ممثلاً للمكسيك، وشارك وفاز بالبطولات في المكسيك.
فاز Liga Oriente ببطولة الدوري المكسيكي الصغير في عامي 2010 و 2021.

### كرة القدم
برافوس دي نويفو لاريدو هو نادي كرة قدم في الدرجة الثالثة في نويفو لاريدو. مجمع بينيتو خواريز الرياضي هو ملعبهم الأصلي. برافوس هي مؤسسة تأسست في عام 2004 من قبل مجموعة من رجال الأعمال في نويفو لاريدو، والتي تهدف إلى تنظيم فريق كرة قدم في المدينة مع تطلعات إلى أن تصبح نادي كرة قدم محترف. كان هذا هو الفريق الأول الذي يتم بث جميع مبارياته مباشرة عبر موقع على الإنترنت حتى نهاية بطولة 2010.

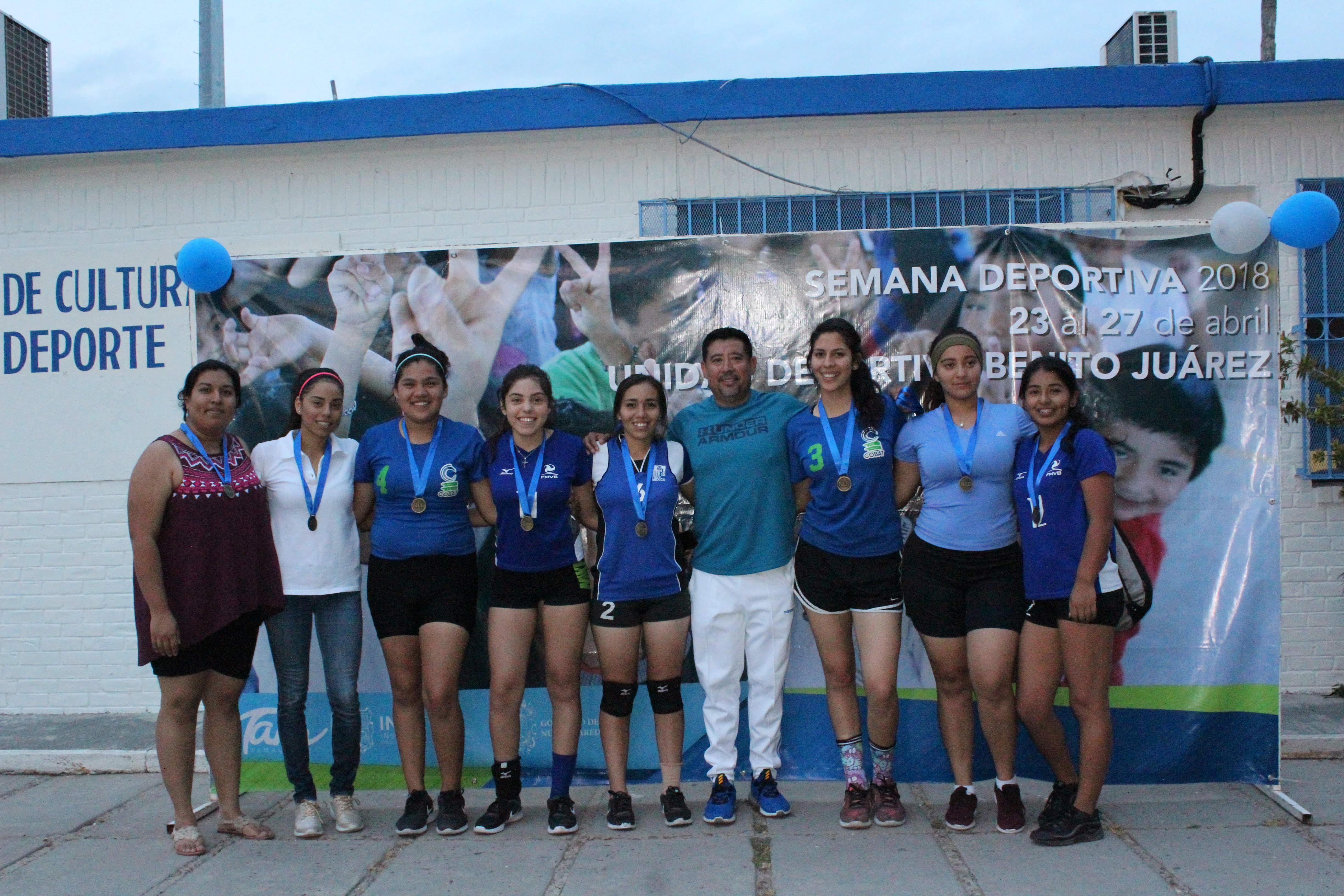
فريق COBAT للكرة الطائرة، بطل 2018 في نويفو لاريدو، بقيادة مدربته إريكا إيديث جارزا دومينغيز وقائدته إريكا كاسترو.

سيوداد ديبورتيفا (المدينة الرياضية) هو مجمع رياضي تم بناؤه في عام 2007 وميزته الرئيسية هي حديقة البيسبول في نويفو لاريدو بالمكسيك. فهي موطن لفريق تيكولوتس دي نويفو لاريدو لدوري البيسبول المكسيكي. يتسع ملعب Ciudad Deportiva لما يصل إلى 12000 متفرج في مباراة البيسبول. تم الانتهاء من المرحلة الأولى من هذا المشروع والتي تضمنت حديقة البيسبول فقط. ستشمل المرحلة الثانية من هذا المشروع ملعبًا جديدًا لكرة القدم ضمن معايير دوري الدرجة الأولى المكسيكي من أجل توسيع محتمل لأحد فرقه إلى نويفو لاريدو. تتضمن المرحلة الثانية أيضًا صالة ألعاب رياضية تتسع لـ 1500 مشجع للاستمتاع بكرة السلة والكرة الطائرة والجمباز من بين الرياضات الأخرى.

### الكرة الطائرة
يوجد في نويفو لاريدو بطولات دوري محلية مختلفة للكرة الطائرة والتي برز منها بعض اللاعبين والمدربين إلى دائرة الضوء الوطنية.
في الآونة الأخيرة، أصبحت المدينة موطنًا لفرق الكرة الطائرة المحترفة في الدوري الوطني المكسيكي، بما في ذلك فريق جاكوار نويفو لاريدو (فريق الكرة الطائرة المحترف للرجال) وفيناداس نويفو لاريدو (فريق الكرة الطائرة للسيدات).

## المناخ
يظهر الجدول التالي التغييرات المناخية على مدار السنة لنويفو لاريدو:
| البيانات المناخية لـنويفو لاريدو        | البيانات المناخية لـنويفو لاريدو | البيانات المناخية لـنويفو لاريدو | البيانات المناخية لـنويفو لاريدو | البيانات المناخية لـنويفو لاريدو | البيانات المناخية لـنويفو لاريدو | البيانات المناخية لـنويفو لاريدو | البيانات المناخية لـنويفو لاريدو | البيانات المناخية لـنويفو لاريدو | البيانات المناخية لـنويفو لاريدو | البيانات المناخية لـنويفو لاريدو | البيانات المناخية لـنويفو لاريدو | البيانات المناخية لـنويفو لاريدو | البيانات المناخية لـنويفو لاريدو |
| الشهر                                   | يناير                            | فبراير                           | مارس                             | أبريل                            | مايو                             | يونيو                            | يوليو                            | أغسطس                            | سبتمبر                           | أكتوبر                           | نوفمبر                           | ديسمبر                           | المعدل السنوي                    |
| --------------------------------------- | -------------------------------- | -------------------------------- | -------------------------------- | -------------------------------- | -------------------------------- | -------------------------------- | -------------------------------- | -------------------------------- | -------------------------------- | -------------------------------- | -------------------------------- | -------------------------------- | -------------------------------- |
| الدرجة القصوى °م (°ف)                   | 38.5 (101.3)                     | 36.0 (96.8)                      | 40.0 (104.0)                     | 44.0 (111.2)                     | 42.0 (107.6)                     | 49.0 (120.2)                     | 43.3 (109.9)                     | 42.0 (107.6)                     | 42.2 (108.0)                     | 39.0 (102.2)                     | 34.0 (93.2)                      | 32.0 (89.6)                      | 49.0 (120.2)                     |
| متوسط درجة الحرارة الكبرى °م (°ف)       | 17.9 (64.2)                      | 21.1 (70.0)                      | 26.4 (79.5)                      | 30.5 (86.9)                      | 32.8 (91.0)                      | 35.6 (96.1)                      | 36.8 (98.2)                      | 36.7 (98.1)                      | 33.3 (91.9)                      | 28.8 (83.8)                      | 23.5 (74.3)                      | 19.0 (66.2)                      | 28.5 (83.3)                      |
| المتوسط اليومي °م (°ف)                  | 12.2 (54.0)                      | 14.9 (58.8)                      | 19.9 (67.8)                      | 24.5 (76.1)                      | 27.1 (80.8)                      | 29.9 (85.8)                      | 30.9 (87.6)                      | 30.8 (87.4)                      | 28.2 (82.8)                      | 23.6 (74.5)                      | 18.2 (64.8)                      | 13.7 (56.7)                      | 22.8 (73.0)                      |
| متوسط درجة الحرارة الصغرى °م (°ف)       | 6.4 (43.5)                       | 8.8 (47.8)                       | 13.5 (56.3)                      | 18.4 (65.1)                      | 21.5 (70.7)                      | 24.2 (75.6)                      | 25.1 (77.2)                      | 25.0 (77.0)                      | 23.1 (73.6)                      | 18.3 (64.9)                      | 12.9 (55.2)                      | 8.3 (46.9)                       | 17.1 (62.8)                      |
| أدنى درجة حرارة °م (°ف)                 | −7.9 (17.8)                      | −6.5 (20.3)                      | −2 (28)                          | 2.5 (36.5)                       | 10.0 (50.0)                      | 16.5 (61.7)                      | 15.0 (59.0)                      | 18.5 (65.3)                      | 11.3 (52.3)                      | 5.0 (41.0)                       | −1 (30)                          | −10 (14)                         | −10 (14)                         |
| الهطول مم (إنش)                         | 20.1 (0.79)                      | 27.2 (1.07)                      | 16.1 (0.63)                      | 46.9 (1.85)                      | 69.8 (2.75)                      | 67.6 (2.66)                      | 33.0 (1.30)                      | 55.0 (2.17)                      | 78.4 (3.09)                      | 69.4 (2.73)                      | 25.5 (1.00)                      | 18.9 (0.74)                      | 527.9 (20.78)                    |
| متوسط أيام هطول الأمطار (≥ 0.1 mm)      | 4.7                              | 4.2                              | 2.5                              | 3.3                              | 4.5                              | 3.7                              | 3.0                              | 3.6                              | 5.5                              | 3.6                              | 3.1                              | 3.7                              | 45.4                             |
| المصدر: Servicio Meteorológico Nacional |                                  |                                  |                                  |                                  |                                  |                                  |                                  |                                  |                                  |                                  |                                  |                                  |                                  |

## أعلام
- لوسيو بلانكو
- نورما إيليا كانتو
- أرتورو سانتوس رييس
- أنخيل بلانكو
- لا هيدرا
- بوبي هيريرا
- بابلو أورتيغا
- روبرتو خافيير مورا غارسيا
- غريغوريو كورتيز